# 弱強磁性
弱強磁性（じゃくきょうじせい）は物質が持つ磁性の一種である。かつては寄生強磁性などとも呼ばれた磁性であり、その機構が解明された現在では傾角反強磁性とも呼ばれる。正確に言えば両者の指し示す範囲は必ずしも完全に一致するものではなく、弱強磁性体の一種として傾角反強磁性体があるのではあるが、弱強磁性体の大部分は傾角反強磁性体である。以下においても主に通常の傾角反強磁性体に関して記述する。
弱強磁性の特徴は物質の反強磁性転移と同時に現れるごくわずかな強磁性にあり、転移温度以下ではあたかも反強磁性体にごく少量の強磁性体が混入しているかのような磁性を示す。つまり、その磁化過程において、低磁場側ではヒステリシスループを伴う急速に飽和する磁化（ただし本来の飽和磁化よりは遙かに低い値で飽和する）を示し、それ以降の高磁場側では反強磁性体的な（ただし低磁場側の強磁性成分の分かさ上げされた）ゆっくりと増加する磁化を示す。しかしながらそれが単なる強磁性不純物の混入などでないことは、強磁性の表れる転移温度が反強磁性の転移温度に完全に一致していることなどから明らかである。当初考えられた機構は、反強磁性体の内部にいくつかの格子欠陥が存在し、反強磁性転移と共にこの格子欠陥に隣接するペアを失った余剰のスピンが強磁性を示しているのではないかと言うものであったが、ある特定方向を向いたスピンに対応する副格子のみが欠陥を持たなくてはならないことや、実際のサンプルで観察される自発磁化の大きさが格子欠陥の量にほとんど依存しないことからこのモデルは否定された。
現在では、弱強磁性は主にジャロシンスキー-守谷相互作用か、1イオン異方性に由来することが知られている。

## ジャロシンスキー-守谷相互作用
この弱強磁性、特に当時よく知られていたα-Fe2O3やMnCO3、CoCO3の弱強磁性にイーゴリ・エヒエレヴィチ・ジャロシンスキーが理論的な説明を与えたのは1958年の事である。彼は結晶の持つ対称性からの考察により、前述の弱強磁性体においては必ずしもスピンが完全に反平行にならず、わずかに傾いても良いことを示した。つまり、通常の反強磁性体においては二つの副格子が存在し、それぞれが完全に逆向き（例えば0度方向と180度方向）を向くが、結晶の対称性によってはこの二つの副格子の向きがわずかにズレ、例えば5度方向と175度方向を向くようなことが許される。この場合、両副格子の磁化は完全には打ち消されず、90度方向に打ち消されずに残った磁化が自発磁化として現れることとなる。これが傾角反強磁性と言われる由来である。その後、この様なわずかに傾ける相互作用に対し守谷が分子軌道論的、微視的な立場から説明を与えた。
通常の交換相互作用においてはスピン間の相互作用は1次の摂動であり、スピンの内積S1・S2に比例する形で書ける。このためスピンペアは平行、もしくは反平行（どちらがエネルギーが低いかは軌道の重なりに依存する）の場合にエネルギーが最低となる。一方守谷が示したのは、スピン-軌道相互作用を考慮した2次の摂動（スピン-軌道相互作用でスピンが励起し、これと隣接するスピンが相互作用する項など）においては最終的に相互作用がスピンの外積S1×S2に比例する項となり、スピン同士が90度の角度を持つときエネルギーが最低となると言うことである。この相互作用は両名の名を取りジャロシンスキー-守谷相互作用（DM相互作用）と呼ばれる。実際の系においてはDM相互作用に加えて通常の交換相互作用も働くため、スピン同士は90度ではなく180度と90度のどこか（両相互作用の強さの比に依存する）を向くこととなる。なお、DM相互作用は相互作用する2スピンサイトの対称性に強く依存する。例えばよく知られたように、DM相互作用はスピンの入れ替えに対して反対称でなければならないが、もし相互作用する2サイト間に（結晶学的に）反転対称が存在する場合は反転操作はスピンの入れ替えに等しくなる。この場合、結晶の対称性からは反転操作＝スピンの入れ替えに対してDM相互作用のハミルトニアンは不変である必要があり、一方DM相互作用そのものの要請としてはスピンの入れ替えに対して反対称でなければならず、両方を満たす唯一の解としてDM相互作用はゼロになる必要がある。つまり、ある2つのスピン間にDM相互作用が働くためには、両者の間に反転対称性が存在してはならない。

## 1イオン異方性
例えば結晶がある一種のスピン源からなる場合でも、単位格子中に2つ以上の異なる方向を向いたスピン源が含まれる場合は弱強磁性を生じる可能性がある。例として単位格子中に同じ錯体を二つ含むが、その錯体の異方性軸（スピンの向きやすい容易軸とする）が一つはa軸方向（錯体A）、もう一つがa軸方向から5度だけb軸方向に傾いた（錯体B）系を考える。この二つの錯体がそれぞれ異なる部分格子を作り、それら部分格子が反強磁性的に結びついているとする。この場合、錯体Aのスピンが一番向きやすいa軸方向を向いたとすると、錯体Bは反強磁性的に結びつくため-a方向を向こうとする。しかし、錯体単体での異方性的には-a軸から5度だけ傾いた方がエネルギーは低くなる。この二つ、相互作用の安定化と1イオンとしての安定化のエネルギーが競合するため、実際には両者の中間的な方向をスピンが向いて妥協することとなる。この微妙な傾きが、他の単位格子中のスピンの傾いた方向と一致すれば弱強磁性が表れるわけである。なお、この単位格子での余剰の磁化が、隣接する格子同士で打ち消し合うように並ぶ場合もあり、その場合は自発磁化は生じない（ただし、内部の局所的には磁化が発生しているため、単純な反強磁性体とはまた少し異なる挙動を示す）。ただし、1イオン異方性による弱強磁性が発生し得る場合には、それらスピン間に反転対称がないため同時にDM相互作用が寄与している可能性も否定しきれないことには注意を要する。

## その他の原因の可能性
これら二つが主な弱強磁性の原因であるが、他にもいくつかの相互作用の競合（異なる経路での反強磁性相互作用が競合し、すべてのパスで最低エネルギーとなる様な配置が許されないために妥協として中途半端な角度を向く）、ドープなどによりわずかに生じたキャリアの強磁性（キャリア数が少ないため、弱強磁性的に弱い磁化のみが生じる）、g値が微妙に異なる錯体間でスピンが完全に打ち消されずわずかに自発磁化が生じる場合なども考えられる。